# Nikolai Polikàrpov
Nikolai Nikolàievitx Polikàrpov (rus: Никола́й Никола́евич Полика́рпов) (8 de juny de 1892 – 30 de juliol de 1944) va ser un enginyer aeronàutic soviètic i dissenyador d'avions, conegut com el "Rei dels Caces". Dissenyà la sèrie de caces I-15 i I-16.

## Biografia
Nikolai Polikàrpov va néixer a prop del poble de Gueórguievskoie, a l'óblast d'Oriol. Era fill d'un capella rural de l'Església Ortodoxa Russa. Ell mateix també es preparà per al presbiterat i estudià al Seminari d'Oriol abans de traslladar-se a la Universitat Politècnica de Sant Petersburg el 1911, on quedà fascinat amb el treball aeronàutic que es realitzava al departament. Polikàrpov es graduà el 1916 i va anar a treballar amb Ígor Sikorski, el cap de producció de la fàbrica de transports Russobàltica. Mentre que treballava per a Sikorski, Polikàrpov col·laborà en el disseny del bombarder quatrimotor Ilià Múromets per la Força Aèria Imperial Russa.
Polikàrpov es quedà a Rússia després de la Revolució, ascendint fins a ser el cap del departament tècnic de la fàbrica aeronàutica Dux el 1923. Polikàrpov va ser responsable d'alguns dels primers dissenys aeronàutics soviètics durant la dècada de 1920, incloent el caça I-1 (1923), l'avió de reconeixement R-1 (1927), el biplà U-2 (1927–1928), el caça I-3 (1928) o el bombarder de reconeixement R-5 (1928). Notablement, el U-2 Kukurúznik encara és el segon avió més fabricat al món, encara que se'l coneix més per la denominació de Po-2.
El 1928, sota les previsions del Pla Quinquennal pel disseny experimental aeronàutic, Polikàrpov va rebre la comanda per desenvolupar el caça I-6, per ser lliurat a mitjans de la dècada de 1930. El pla era irreal i fracassà. Per tant, a l'octubre de 1929, Polikàrpov i uns 450 dissenyadors i enginyers més van ser detinguts sota l'acusació de sabotatge i activitats contra-revolucionaries. Polikàrpov va ser condemnat a mort. Al desembre, però, després de dos mesos esperant l'execució, Polikàrpov va ser transferit al Bureau Especial de Disseny de l'OGPU, instal·lat a la presó de Butirka, modificant-se la sentència per la de 10 anys de treballs forçats. Polikàrpov i la resta van ser traslladats al Bureau Central de Disseny (TsKB-39) per completar el projecte del I-5. Després de l'èxit d'una demostració del nou disseny, la sentència va ser commutada a una condicional, i al juliol de 1931 se'l va amnistiar juntament amb altres condemnats. No va ser fins a la desestalinització de 1956 que els càrrecs van ser anul·lats, 12 anys després de la mort de Polikàrpov.
Després de ser alliberat Polikàrpov comença a treballar amb Pàvel Sukhoi des de 1931, desenvolupant el I-16 al 1933 i el I-15 al 1934. llavors passà a treballar per a Iliuxin el 1937. El 1938 establí un estudi propi. El 1939 completà el disseny del I-153. El 1939 va rebre l'ordre de viatjar a Alemanya. Durant la seva absència, el seu director de fàbrica i cap enginyer, juntament amb l'enginyer dissenyador Mikhaïl Gurévitx presentaren la proposta per a un nou caça, el I-200, rebent l'aprovació per crear un nou Taller de disseny sota la direcció d'Artiom Mikoian, el germà del qual, Anastàs Mikoian era un dels col·laboradors de Stalin. En tornar, Polikàrpov descobrí que el seu Taller ja no existia, amb els seus enginyers al nou taller de MiG i la seva fàbrica havia estat traspassada al taller de Sukhoi.
Polikàrpov va ser nomenat posteriorment professor a l'Institut de l'Aviació de Moscou el 1943. Va morir el 30 de juliol de 1944 d'un càncer d'estómac, sent enterrat al cementiri de Novodévitxi de Moscou.
Polikàrpov va rebre nombroses distincions, entre elles el Premi Stalin (1941 i 1943), el títol d'Heroi del Treball Socialista (1940), dos ordes de Lenin i l'orde de l'Estrella Roja. El Pic Polikàrpov, a les muntanyes del Pamir, va ser batejat així en honor seu.